# بولين بيتز
بولين بيتز (بالإنجليزية: Pauline Betz)‏ مواليد 6 أغسطس 1919 في دايتون - الوفاة 31 مايو 2011 في ماريلاند، كانت لاعبة كرة مضرب أمريكية بدأت مسيرتها كمحترفة سنة 1947، اعتزلت اللعب في 1951. سبق أن كانت المصنفة الأولى عالمياً. كما أنها إحدى بطلات الجراند سلام.

## بطولات حققتها
- بطولة ويمبلدون

## روابط خارجية
- بولين بيتز على موقع IMDb (الإنجليزية)
- بولين بيتز على موقع الاتحاد الدولي لكرة المضرب (الإنجليزية)
- بولين بيتز على موقع قاعة مشاهير كرة المضرب الدولية (الإنجليزية)
- بولين بيتز على موقع بطولة ويمبلدون (الإنجليزية)
- بولين بيتز على موقع خلاصة التنس.كوم (الإنجليزية)